# Shandan
Shandan, tidigare stavat Shantan, är ett härad i Zhangyes stad på prefekturnivå i provinsen Gansu i nordvästra Kina.
Shandan är indelat i sex köpingar, två socknar och två administrativa enheter på sockennivå.
Köpingar (zhen):

- Chenhu (陈户镇)
- Damaying (大马营镇)
- Dongle (东乐镇)
- Huocheng (霍城镇)
- Qingquan (清泉镇)
- Weiqi (位奇镇)

Socknar (xiang):

- Laojun (老军乡)
- Liqiao (李桥乡)

Områden på sockennivå:
- Guoying Shandan Nongchang jordbruk (国营山丹农场)
- Zhongmu Gongsi Shandan Machang hästgård (中牧公司山丹马场)